# Bartoloměj Pražský
Bartoloměj Pražský (zemřel po r. 1530) byl zvonař, působící v Praze na počátku 16. století. Byl prvním velkovýrobcem zvonů na českém území, neboť jich za svůj život vyrobil nejméně 150. Jeho synem byl Ondřej Pražský, vnukem a nejvýznamnějším členem rodu Brikcí z Cimperka. 

## Varianty jména
Jméno se na zvonech vyskytuje v latinské podobě Bartholomeus Pragensis. V literatuře bývá uváděn též jako Bartoš nebo Bartoloměj Berounský.

## Údaje o životě
Bartoloměj si vzal za ženu Magdalénu, dceru zvonaře Jiříka, jehož dílnu Bartoloměj na konci 15. století zdědil. První zvon s jeho jménem pochází z r. 1498. Zemřel počátkem 30. let 16. století. Přesnější datum není známo. Dílnu po něm vedl jeho syn Ondřej, který ještě dlouhá léta užíval jeho připravené formy a nápisy, takže mnohé zvony z 30. let nesou Bartolomějovo jméno, přestože jsou dílem jeho syna. 

## Zvony

### Charakteristika zvonů
- Zvony bývají akusticky velmi zdařilé, Bartoloměj pravděpodobně dbal o zvukovou stránku svých zvonů.
- Poněkud horší je to s výzdobou, která bývá dosti chudá.
- Bartoloměj užívá jednořádkový latinský nápis kolem čepce v gotické minuskuli.
- Nápisy bývají vždy téměř stejné: anno domini millezimo quintcentezimo (...) campana fusa est per me magistrum bartholomeum ex hoc laus deo patri omnipotenti et beate marie semper virgini amen.
- V nápise bývají často překlepy - chybějící či zdvojená písmena apod. Pro Bartoloměje měly zřejmě spíše funkci ornamentální než obsahovou.
- S uvnitř slov (tzv. dlouhé s) píše zásadně jako c.
- Koruna tvořena čtyřmi uchy s pletencem.

## Zajímavosti
Zvonařovo dílo se stalo předmětem vášnivých diskuzí v době rekvizic I. světové války, kdy měla zvonová komise vypracovat doporučení, které zvony mají být rekvírovány. Někteří odborníci tvrdili, že Bartolomějovy zvony jsou historicky cenné, a proto by měly být pokud možno zachovány. Jiná skupina badatelů se však domnívala, že jeho zvony jsou si navzájem natolik podobné, že jich stačí zachovat jen několik, zatímco místo jiných je lépe zachovat například krásně zdobené barokní zvony. Nutno dodat, že rekvizice probíhaly natolik živelně, že na závěry odborníků beztak nebyl brán velký zřetel. 